# Југославија на Европском првенству у атлетици на отвореном 1966.
Југославија је учествовала на 8. Европском првенству у атлетици на отвореном 1966. одржаном у Будимпешти, Мађарска, од 30. августа до 4. септембра. Репрезентацију Југославије на њеном осмом учешћу на европским првенствима на отвореном, представљало је 13 атлетичара (6 мушкараца и 7 жена) који су се такмичили у 12 дисциплина (6 мушких и 6 женских).
У укупном пласману Југославија је са 1 освојеном медаљом (злато) делила 10. место са Чехословачком. У табели успешности према броју и пласману такмичара који су учествовали у финалним такмичењима (првих 8 такмичара) Југославија је са 2 учесника у финалу заузела 15. место са 12 бодова.
| Пл. | Земља       | 1. место | 2. место | 3. место | 4. место | 5. место | 6. место | 7. место | 8. место | Бр. фин. | Бодови |
| --- | ----------- | -------- | -------- | -------- | -------- | -------- | -------- | -------- | -------- | -------- | ------ |
| 15. | Југославија | 1 - 8    | −        | -        | −        | 1 - 4    | −        | -        | -        | 2        | 12     |

## Учесници
| Мушкарци: - Јоже Међимурец — 800 м - Симо Важић — 1.500 м, 5.000 м - Франц Черван — 5.000 м, 10.000 м, Маратон - Томо Шукер — Бацање кугле - Милија Јоцовић — Бацање кугле - Перо Баришић — Бацање кугле | Жене: - Љиљана Петњарић — 200 м, 400 м - Ика Маричић — 400 м - Вера Николић — 800 м - Маријана Лубеј — 80 м препоне - Олга Пулић — Скок увис - Невенка Мрињек — Скок увис - Наташа Урбанчич — Бацање копља |  |

## Освајачи медаља (1)

### Злато (1)
- Вера Николић — 800 м

## Резултати

### Мушкарци
| Атлетичар      | Дисциплина   | Лични рекорд | Квалификације     | Квалификације     | Полуфинале           | Полуфинале           | Финале                | Финале       | Детаљи |
| Атлетичар      | Дисциплина   | Лични рекорд | Резултат          | Место             | Резултат             | Место                | Резултат              | Место        | Детаљи |
| -------------- | ------------ | ------------ | ----------------- | ----------------- | -------------------- | -------------------- | --------------------- | ------------ | ------ |
| Јоже Међимурец | 800 м        |              | 1:53,5 ЛРС        | 8. у гр. 4        | Није се квалификовао | Није се квалификовао | Није се квалификовао  | 34 / 36 (37) |        |
| Симо Важић     | 1.500 м      |              | 3:45,6 ЛРС        | 8. у гр. 2        |                      |                      | Нису се квалификовали | 17 / 32      |        |
| Симо Важић     | 5.000 м      |              | 13:57,8 ЛР        | 7. у гр. 3        | 17 / 32              |                      | Нису се квалификовали |              |        |
| Франц Черван   | 5.000 м      |              | 14:00,0 ЛР        | 8. у гр. 1        | 21 / 32              |                      | Нису се квалификовали |              |        |
| Франц Черван   | 10.000 м     |              |                   |                   |                      |                      | 29:07,6 НР, ЛР        | 7 / 24 (26)  |        |
| Франц Черван   | Маратон      |              | Није завршио трку | Није завршио трку |                      |                      |                       |              |        |
| Томо Шукер     | Бацање кугле |              | 18,01 КВ, ЛР      | 6.                |                      |                      | 17,74                 | 10 / 16      |        |
| Перо Баришић   | Бацање кугле |              | 17,69 КВ, ЛР      | 11.               | 17,66                | 11 / 16              |                       |              |        |
| Милија Јоцовић | Бацање кугле |              | 17,61 ЛР          | 13.               | Није се квалификовао | 13 / 16              |                       |              |        |

### Жене
| Атлетичарка     | Дисциплина   | Лични рекорд | Квалификације | Квалификације | Полуфинале            | Полуфинале            | Финале                | Финале  | Детаљи |
| Атлетичарка     | Дисциплина   | Лични рекорд | Резултат      | Место         | Резултат              | Место                 | Резултат              | Место   | Детаљи |
| --------------- | ------------ | ------------ | ------------- | ------------- | --------------------- | --------------------- | --------------------- | ------- | ------ |
| Љиљана Петњарић | 200 м        |              | 25,2 КВ       | 3. у гр. 4    | 25,0                  | 6. у гр. 1            | Није се квалификовала | 10 / 19 |        |
| Љиљана Петњарић | 400 м        |              | 55,8          | 4. у гр. 1    | Нису се квалификовале | Нису се квалификовале | Нису се квалификовале | 24 / 30 |        |
| Ика Маричић     | 400 м        |              | 55,2          | 5. у гр. 3    | Нису се квалификовале | Нису се квалификовале | Нису се квалификовале | 20 / 30 |        |
| Вера Николић    | 800 м        |              | 2:08,5 КВ     | 1. у гр. 1    | 2:04,2 КВ             | 1. у гр. 1            | 2:02,8 =РЕП, НР       |         |        |
| Маријана Лубеј  | 80 м препоне |              | 11,6          | 7. у гр. 3    | Није се квалификовала | Није се квалификовала | Није се квалификовала | 23 / 26 |        |
| Олга Пулић      | Скок увис    |              | 1,65 КВ       | 8.            |                       |                       | 1,71 ЛРС              | 5 / 24  |        |
| Невенка Мрињек  | Скок увис    |              | 1,55 ЛР       | 20.           | Није се квалификовала | 20 / 24               |                       |         |        |
| Наташа Урбанчич | Бацање копља |              | 49,74 КВ, ЛРС | 12.           | Без исправног хица    | Без исправног хица    |                       |         |        |